# Grotte de Baumann
La grotte de Baumann est la plus vieille grotte touristique d'Allemagne. Elle se trouve à 8 kilomètres au sud-ouest  de Blankenburg, se compose de 6 ou 7 voûtes qui communiquent par de petites ouvertures et où l'on trouve de belles stalactites et des ossements fossiles.

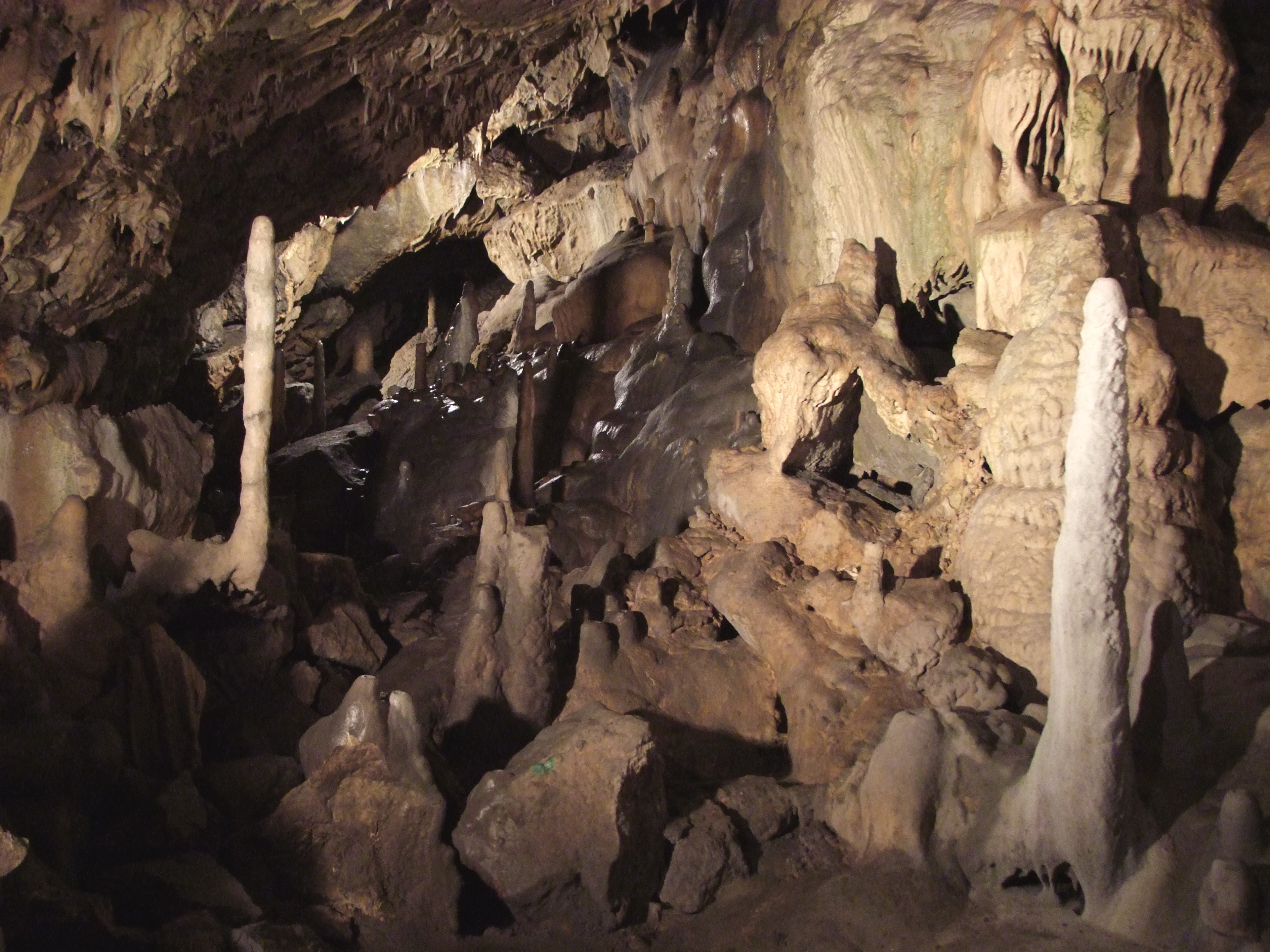
Baumannshöhle.